# Salomon Müller taxonjai
Ezen a listán azok a taxon nevek szerepelnek, amelyeket Salomon Müller (1804 – 1864) alkotott. Azok a taxon nevek, amelyek nincsenek belinkelve, manapság csak szinonimaként használtak (az alábbi lista nem teljes):

## Emlősök

### Erszényesek
- fakúszó kenguruk (Dendrolagus) (S. Müller, 1840)
- szürke kúszókenguru (Dendrolagus inustus) S. Müller, 1840

### Rágcsálók

#### Mókusalkatúak
- foltos óriásrepülőmókus (Petaurista elegans) Müller, 1840 - repülő mókus
- Callosciurus borneoensis (Müller & Schlegel, 1842) - Prevost-mókus
- Callosciurus indica (Müller & Schlegel, 1842) - Prevost-mókus
- síksági törpemókus (Exilisciurus exilis) Müller, 1838 - Callosciurinae-fajok
- Nannosciurus melanotis Müller, 1840
- Prosciurillus leucomus Müller & Schlegel, 1844
- Prosciurillus murinus Müller & Schlegel, 1844
- Rhinosciurus laticaudatus Müller, 1840
- Rubrisciurus rubriventer Müller & Schlegel, 1844 - Callosciurinae-fajok

#### Egéralkatúak
- Pithechir Müller, 1840 - Pithecheir
- Pithecheir melanurus Müller, 1840 - Pithecheir melanurus

#### Pikkelyesfarkúmókus-alkatúak
- fehérlábú pikkelyesmókus (Anomalurus pelii) Schlegel & S. Müller, 1845
- Anomalurus pelii pelii Schlegel & S. Müller, 1845

### Eulipotyphla
- Hylomys S. Müller, 1840
- törpe szőrössün (Hylomys suillus) S. Müller, 1840
- Hylomys suillus suillus S. Müller, 1840
- Crocidura tenuis (S. Müller, 1840)

### Párosujjú patások

#### Disznófélék
- szakállas disznó (Sus barbatus) S. Müller, 1838
- Sus barbatus barbatus Müller, 1838
- celebeszi disznó (Sus celebensis) S. Muller & Schlegel, 1843
- Sus celebensis celebensis Müller & Schlegel, 1843 - a celebeszi disznó egyik alfaja
- timor-szigeti disznó (Sus timoriensis) Müller, 1840
- Sus timoriensis Müller, 1840 - timor-szigeti disznó; a celebeszi disznó egyik alfaja

#### Tülkösszarvúak
- Bos bantinger Schlegel & Müller, 1845 - banteng

#### Szarvasfélék
- Kuhl-szarvas (Hyelaphus kuhlii) (Müller, 1840)
- Cervus russa Muller & Schlegel, 1845 - sörényes szarvas
- Rusa timorensis russa Müller & Schlegel, 1845

### Ragadozók
- Cuon rutilans S. Müller, 1839 - alpesi vadkutya
- Otocyon S. Müller, 1836
- Otocyon caffer S. Müller, 1836 - lapátfülű róka

## Madarak

### Lúdalakúak
- dzsungelréce (Asarcornis scutulata) (S. Müller, 1842)
- Anas scutulata S. Müller, 1842
- Cairina scutulata S. Müller, 1842 - dzsungelréce

### Harkályalakúak
- Psilopogon S. Müller, 1836
- Psilopogon oorti (S. Müller, 1836)
- Megalaima oorti S. Müller, 1836 - Psilopogon oorti
- tüzestorkú bajszika (Psilopogon pyrolophus) S. Müller, 1836

## Hüllők

### Pikkelyes hüllők
- Python timorensis - Müller, 1844 - Macklot-vízipiton
- Python timorensis - Müller, 1857 - Macklot-vízipiton

### Krokodilok
- Tomistoma S. Müller, 1846
- Szunda-krokodil (Tomistoma schlegelii) S. Müller 1838
- Crocodilus (Gavialis) schlegelii Müller, 1838 - Szunda-krokodil

## Halak

### Elefánthalak
- ázsiai csontnyelvű hal (Scleropages formosus) (Sa. Müller & Schlegel, 1844)
- Osteoglossum formosum Müller & Schlegel, 1844 - ázsiai csontnyelvű hal

### Sügéralakúak
- rókafejű nyúlhal (Siganus vulpinus) (Schlegel & Müller, 1845)
- Amphacanthus vulpinus Schlegel & Müller, 1845
- Lo vulpinus (Schlegel & Müller, 1845)
- Teuthis vulpina (Schlegel & Müller, 1845)
- Teuthis vulpinus (Schlegel & Müller, 1845) - rókafejű nyúlhal